# Ostension
|  | Wiktionary har en ordboksartikel om ostensiv. |

Ostension är handlingen att visa eller peka på exempel, som när en präst visar sakramentet på altaret, eller när en försäljare pekar på sina produkter. 

## Ostensiv definition
Ostensiv definition används ofta när det som visas är svårt att definiera med ord på grund av bristande språkkunskaper eller förståelse av vad man visar. Man visar eller pekar på någonting för att därigenom definiera dess beteckning. 
Till exempel, en konstnär kan definiera en ny stil genom att visa upp föremål som exemplifierar den. 
Till skillnad från exemplifiering, vilket är innehav av en egenskap plus referens till dess beteckning (Goodman, 1976), är ostensiv definition definition genom exemplifiering av vad som definieras.